# Chris Wondolowski
Christopher "Chris" Elliott Wondolowski, född 28 januari 1983, är en fotbollsspelare från USA som spelar för San Jose Earthquakes i Major League Soccer.
Han var med i USA:s trupp vid fotbolls-VM 2014.